# Ana (киберспортсмен)
Анатан Фам (англ. Anathan Pham; род. 26 октября 1999, Мельбурн) — австралийский киберспортсмен по Dota 2 китайского происхождения, более известный под никнеймом ana. Победитель The International 2018 и The International 2019 в составе команды OG. Один из богатейших киберспортсменов мира.

## Биография
Фам родился 26 октября 1999 года в Мельбурне, Австралия. Впервые Анатан сыграл в Dota 2, когда ему было 12 лет. После этого стал играть в неё по 10 часов в день, что влияло на его учёбу. Набравшись опыта, Фам собрал команду Mobility Gaming, которая выступала на локальных турнирах в Австралии, но быстро распалась. В 2015 году Анатан бросил школу и переехал в Шанхай, где начал играть в составе Invictus Gaming в качестве замены мидера Ло «Ferrari_430» Фэйчи. Через некоторое время Ferrari_430 вернулся в команду, а Анатан сел на скамейку запасных, где провёл несколько месяцев. Осенью 2016 года Фам обвинил Invictus Gaming в невыплате призовых и обмане при подписании контракта. Самым заметным достижением Фама в iG стала победа над Newbee в гранд-финале NEA 2016.
31 августа 2016 года ana перешёл в состав OG на место покинувшего команду Амера «Miracle-» аль-Баркави, который на тот момент считался одним из лучших мидеров в Dota 2. Первые игры Фам чувствовал себя неуверенно, но со временем стал играть лучше. На первом турнире с ana — Mars Dota 2 League 2016 — OG заняли третье место, а через пару месяцев выиграли первый крупный турнир The Boston Major 2016. Следующим стал The Kiev Major 2017. OG вышла из группы с одним поражением и прошла в финал, где обыграла Virtus.pro. Игроки OG стали первыми киберспортсменами, которые победили на двух мейджорах, причём подряд. Несмотря на это, перед The International 2017 результаты OG сильно ухудшились, а на самом чемпионате команда заняла 7—8 место. Тогда ana решил взять перерыв в киберспортивной карьере. В начале 2018 года он присоединился к команде Echo International.
Перед The International 2018 OG не смогла добиться значимых результатов и не получила приглашение на главный турнир года. Более того, за несколько месяцев до турнира из OG ушло три игрока. Тогда Йохан «N0tail» Сундштайн попросил Анатана вернуться в OG. На The International 2018 OG считались главными аутсайдерами турнира, однако к всеобщему удивлению смогли пройти в финал, где обыграли китайскую команду PSG.LGD со счётом 3:2. После победы ana решил взять перерыв в карьере, вернувшись в OG в марте 2019 года. По итогам сезона Dota Pro Circuit 2018—2019 OG заняла 10 место, что обеспечило ей приглашение на The International 2019.
На The International 2019 команда с лёгкостью вышла в финал, где обыграла Team Liquid со счётом 3:1. Игроки OG стали первыми киберспортсменами, кто смог выиграть The International дважды. На турнире ana отличился нестандартным выбором героя, пять раз выбрав Io (Висп) на позицию керри. После The International 2019 Анатан вновь взял перерыв от киберспорта. Как и во время сезона DPC 2018—2019, по просьбе N0tail ana вернулся в OG, однако в этот раз команда не смогла получить приглашение на The International 2020 и Фам принял решение завершить киберспортивную карьеру.

## Стиль игры
В начале своей карьеры Фам играл на позиции мидера, за что получал значительную критику, в том числе из-за низкого показателя убийства крипов в ранней игре. Перед International 2018 ana перешел на позицию керри, оставив мид Топиасу «Topson» Таавитсайнену.
Интернет-издание Dot Esports назвало ana лучшим игроком 2019 года, отметив нестандартную стратегию с героем Io на позиции керри, реализованную на The International 2019.